# Kiasmos
Kiasmos — исландско-фарерский музыкальный дуэт, состоящий из Олафюра Арнальдса и Януса Расмуссена. В звучании Kiasmos сочетаются такие жанры как электроника, IDM, техно, минимал-техно, эмбиент.

## История группы
Kiasmos состоит из лауреата премии BAFTA исландского композитора Олафюра Арнальдса, известного сочетанием минималистских фортепианных и струнных композиций с электронными звуками, и электронного музыканта Януса Расмуссена с Фарерских островов, известного как создатель электро-поп группы Bloodgroup. В качестве звукорежиссера Арнальдс часто работал над другими проектами Расмуссена, во время которых оба музыканта открыли для себя общую любовь к минималистской и экспериментальной музыке. В результате они стали близкими друзьями, часто экспериментируя с электронным звуком в студии. Большая часть работ Kiasmos была записана и создана в программе Pro Tools.
В 2009 году дуэт дебютировал на музыкальном рынке, выпустив совместный EP 65 / Milo с английским музыкантом Rival Consoles. В последующие годы Олафюр Арнальдс и Янус Расмуссен записали ряд песен и выступили на избранных фестивалях. 2014 год они посвятили записи своего дебютного альбома, в котором им удалось объединить и развить свою уникальную звуковую эстетику, в которую вошли: акустическое соло-фортепиано Олафюра Арнальдса и тяжелый синтезаторный электропоп Расмуссена, объединенные в рамках проекта Kiasmos, который также дал название дебютному альбому. Его запись проходила в личной студии Олафюра в Рейкьявике. Большая часть музыкального материала была записана с помощью акустических инструментов, а также различных синтезаторов, драм-машин и эффекта задержки. Он также включает живую перкуссию, струнный квартет и вышеупомянутое фортепиано. В результате музыканты создали эмбиентную текстурированную музыку, подходящую как для прослушивания, так и для живого исполнения. Альбом был выпущен 27 октября 2014 года в виде компакт-диска, двойного LP и для скачивания в цифровом формате.
6 октября 2017 года вышел последний релиз дуэта — EP Blurred. Этому предшествовали два года гастролей. В планах музыкантов было написать новый материал, немного более мрачный, чем предыдущие песни. Однако после того, как сессия записи в Рейкьявике закончилась, это оказалась самая веселая запись дуэта.

## Участники
Олафюр Арнальдс — мульти-инструменталист и продюсер из Мосфедльсбайра, Исландия. Лауреат премии BAFTA. Его работы характеризуются струнными и фортепиано, с лупами и резкими битами, слиянием эмбиента, электроники и поп-музыки.
Янус Расмуссен  — электронный музыкант с Фарерских островов, создатель электро-поп-группы Bloodgroup. Расмуссен также работал вместе с другими артистами, такими как Гури Хансдоттир в группе Byrta.

## Дискография

### Альбомы
- 2014 — Kiasmos[6]

### EP
- 2009 — 65 / Milo[6]
- 2012 — Thrown[7]
- 2015 — Looped
- 2015 — Swept
- 2017 — Blurred